# Simone Camilli
Simone Camilli (Roma, 28 marzo 1979 – Beit Lahia, 13 agosto 2014) è stato un giornalista e fotoreporter italiano.

## Biografia
Figlio del giornalista Pierluigi Camilli, Simone Camilli ha collaborato con diverse testate, tra cui l'agenzia di stampa Associated Press (AP) per la quale ha lavorato in Italia, Europa e Medio Oriente.

Mappa della Striscia di Gaza

Nell'estate del 2014, mentre era a Gaza a seguire la guerra tra Israele e Hamas per conto di AP, è rimasto ucciso nell'esplosione di una bomba a Beit Lahia nel Nord della Striscia di Gaza.
È stato uno dei diciassette giornalisti morti durante il conflitto nella Striscia e uno dei 66 uccisi nel mondo nel 2014.
Laureato nel 2006 in scienze storico-religiose, presso la facoltà di lettere e filosofia dell'Università La Sapienza di Roma, si è diplomato con una tesi in Islamistica riguardante Sayyid Qutb e il rapporto tra suicidio e martirio nell'Islam contemporaneo.
Ha iniziato la propria esperienza professionale nell'agenzia di stampa cattolica Asia News (2005-2006), anni in cui è stato coautore del "Rapporto sulla libertà religiosa nel mondo 2005", presentato alla Camera dei deputati.
La sua collaborazione con l'AP è stata avviata da uno stage nell'ufficio di Roma nel 2005, un'occasione che ne avrebbe segnato il percorso. Camilli, infatti, si è ritrovato a lavorare nella squadra di giornalisti e produttori che ha coperto uno degli eventi di maggiore rilevanza mediatica di quell'anno, la morte di papa Giovanni Paolo II.  Nel 2006 si è trasferito nella sede di corrispondenza dell'Associated Press di Gerusalemme, dove nel dipartimento video dell'agenzia ha ricoperto il ruolo di redattore e svolto funzioni di coordinamento editoriale tra la redazione Europe & Middle East e quella centrale di Londra.
Negli anni successivi, tra l'altro, Camilli ha seguito la seconda guerra del Libano (2006), le conseguenze degli attacchi missilistici dei militanti palestinesi di Gaza nel Sud di Israele (2006 - 2008), la visita del Presidente americano Bush in Giordania in occasione dei colloqui con il primo ministro iracheno Nouri al-Maliki (2006), gli scontri tra le due principali fazioni politiche palestinesi Fatah e Hamas (2006), lo scambio di prigionieri tra Israele e Libano (2008), l'incidente della Gaza Flotilla (2010), l'avanzata di ISIS in Iraq e l'emergenza profughi (2014) e i tre interventi militari Israeliani contro la Striscia di Gaza tra il 2008 e il 2014: Operazione "Cast Lead", "Pillar of Defence", "Protective Edge").
Oltre che in Medio Oriente, ha coperto numerosi eventi in Europa, tra cui: le elezioni presidenziali in Francia del 2007, le celebrazioni per la dichiarazione di indipendenza del Kosovo del 2008, la seconda guerra in Ossezia del Sud (2008) e il naufragio della Costa Concordia all'Isola del Giglio (2012). A metà del 2014, pochi mesi prima di morire, Camilli si è trasferito all'ufficio di corrispondenza dell'AP a Beirut, in Libano.
Il desiderio autentico di Simone Camilli di testimoniare il dramma umano delle guerre, attraverso principalmente l'uso delle immagini che riprendeva, è stato il motivo per cui è tornato a Gaza nell'agosto del 2014, a quasi un mese dall'inizio del conflitto. Il 13 agosto, un giorno di tregua dichiarata tra Hamas e l'esercito Israeliano, aveva deciso attraverso il video di documentare, come già era stato ampiamente fatto da altri giornalisti della carta stampata internazionale, le conseguenze delle bombe rimaste inesplose sul terreno che continuavano occasionalmente a uccidere o mutilare persone. Insieme con l'interprete Ali Shehda, Abu Afash e un fotografo dell'AP Hatem Moussa, dunque, aveva accompagnato con la propria telecamera una squadra di artificieri della polizia di Gaza nella loro routine quotidiana. L'intento di Simone era quello di filmare bombe già disattivate e quindi innocue accumulate a meno di cento metri dalla stazione di Polizia di Beit Lahia e non, come è stato affermato da alcune testate giornalistiche, quello di filmare da vicino un disinnesco vero e proprio.
La deflagrazione improvvisa di un ordigno nei pressi di un campo di calcio a Beit Lahia, in circostanze non del tutto chiarite, ha ucciso Camilli, Abu Afash e quattro poliziotti, oltre a ferire Hatem Moussa.
Camilli ha lasciato una compagna e una figlia, Nour. Il giorno dell'incidente, è stato ricordato da papa Francesco in una preghiera con decine di giornalisti durante il volo che li conduceva in Corea del Sud. Simone Camilli ha lavorato come consulente audio-visivo per il World Food Program, la French Development Agency, per l'Ufficio della Cooperazione Italiana a Gerusalemme, per il Consolato USA di Gerusalemme e per le organizzazioni non governative War Child Holland, Samhoud, Save the Children. È autore di due documentari: "Gaza 22" (in collaborazione con Dan Balilty] e "About Gaza" (in collaborazione con Pietro Bellorini). Una porzione dell'esperienza di Camilli a Gaza è raccontata nell'ebook "Trappola Gaza". Nel fuoco incrociato tra Israele e Palestina" (2015), ed. Inform-ant), in cui il collega e amico Gabriele Barbati, con cui aveva condiviso parte della guerra del 2012, racconta l'esperienza vissuta da giornalista nella Striscia durante il conflitto del 2014.